# Moy Yat
Moy Yat (梅逸) (28 de junio de 1938 - 23 de enero de 2001) fue un artista marcial chino, grabador de sellos, pintor, escultor y sanador por medio del manejo de la medicina tradicional china, discípulo destacado desde 1957 del Gran Patriarca y maestro (Sifu)  Ip Man de las artes marciales chinas en el estilo de Kung-Fu conocido como wing chun (cantonés: 詠春, Yale: wing6 cheun1 mandarín: chino tradicional: 詠春, pinyin: yǒng chūn, literalmente «canto de primavera», a veces sustituido por los caracteres 永春, «primavera eterna»).
Moy Yat, se mudó a Nueva York en 1973 después de la muerte de su maestro Ip Man (El 2 de diciembre de 1972). Comenzó a enseñar Ving Tsun en Brooklyn. Sus alumnos son ahora profesores en reconocidas escuelas con prestigio en todo el mundo, gracias a la excelencia y calidad del Ving Tsun que ofrecen.